# ハードル・プードル
『ハードル・プードル 若手応援バラエティ』は、2012年5月18日、6月1日及び2012年12月26日、12月27日にテレビ朝日で放送されたバラエティ番組。

## 概要
テレビ朝日の若手ディレクターの企画を、実際に作って放送するという内容の番組。

実際には現在アシスタントディレクターの職に就いている者の企画も放送している。

## 内容

### 2012年5月18日放送回
- THE B案

### 2012年6月1日放送回
- モテ★スベ

### 2012年12月26日放送回
- 100回の向こう側!!

「100回試せば世界が見える！」をモットーに、いろんな検証に１００回チャレンジし、本当の真実を明らかにしていく実験バラエティ
- ゆとりに○○させてみた

ゆとり教育が生み出した「ゆとり世代」。“協調性が無い”“自発的に動かない”などと言われる「ゆとり世代」とは、実際どんな存在なのか？
彼らに「共同生活」をさせてみた！そこから明らかになる「ゆとり」の実態に、大人たちが物申すドキュメンタリーバラエティ

### 2012年12月27日放送回
- MAX会議

森羅万象「きっとMAX（限界値）が決まっていないであろう曖昧なもの」をテーマに、そのMAX（限界値）を徹底討論して決定しちゃいます！！
- 未来ディレクター吉村

2055年からやってきたディレクターが、未来の番組で使うための映像素材を入手するためにタイムスリップ！でも彼が欲しい素材は2012年にも全然ないので、自ら体を張って映像素材を撮影する！

## 出演者
2012年5月18日

- MC

若林正恭（オードリー）

花田虎上
2012年6月1日

- MC

若林正恭（オードリー）

花田虎上
2012年12月26日

- MC

若林正恭（オードリー）

岡田圭右（ますだおかだ）

- ゲスト

YOU

2012年12月27日

- MC

若林正恭（オードリー）

岡田圭右（ますだおかだ）

- ゲスト

平愛梨